# 馬魯古海

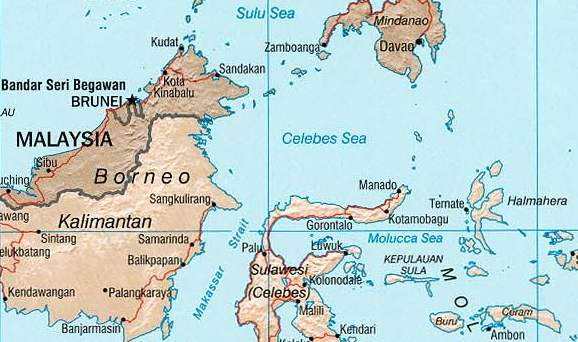

馬魯古海（Molucca Sea）位於太平洋西部印度尼西亞水域，南接班達海、北臨西里伯斯海，是印度尼西亚内海。有不少潛水地點和豐富的珊瑚蘊藏量。馬魯古海東北端有哈馬黑拉島，中部有布魯島和斯蘭島，西面有蘇拉威西島，北端有塔勞群島。